# Circuit discret
 (octobre 2020).
Si vous disposez d'ouvrages ou d'articles de référence ou si vous connaissez des sites web de qualité traitant du thème abordé ici, merci de compléter l'article en donnant les références utiles à sa vérifiabilité et en les liant à la section « Notes et références ».
 (octobre 2020).

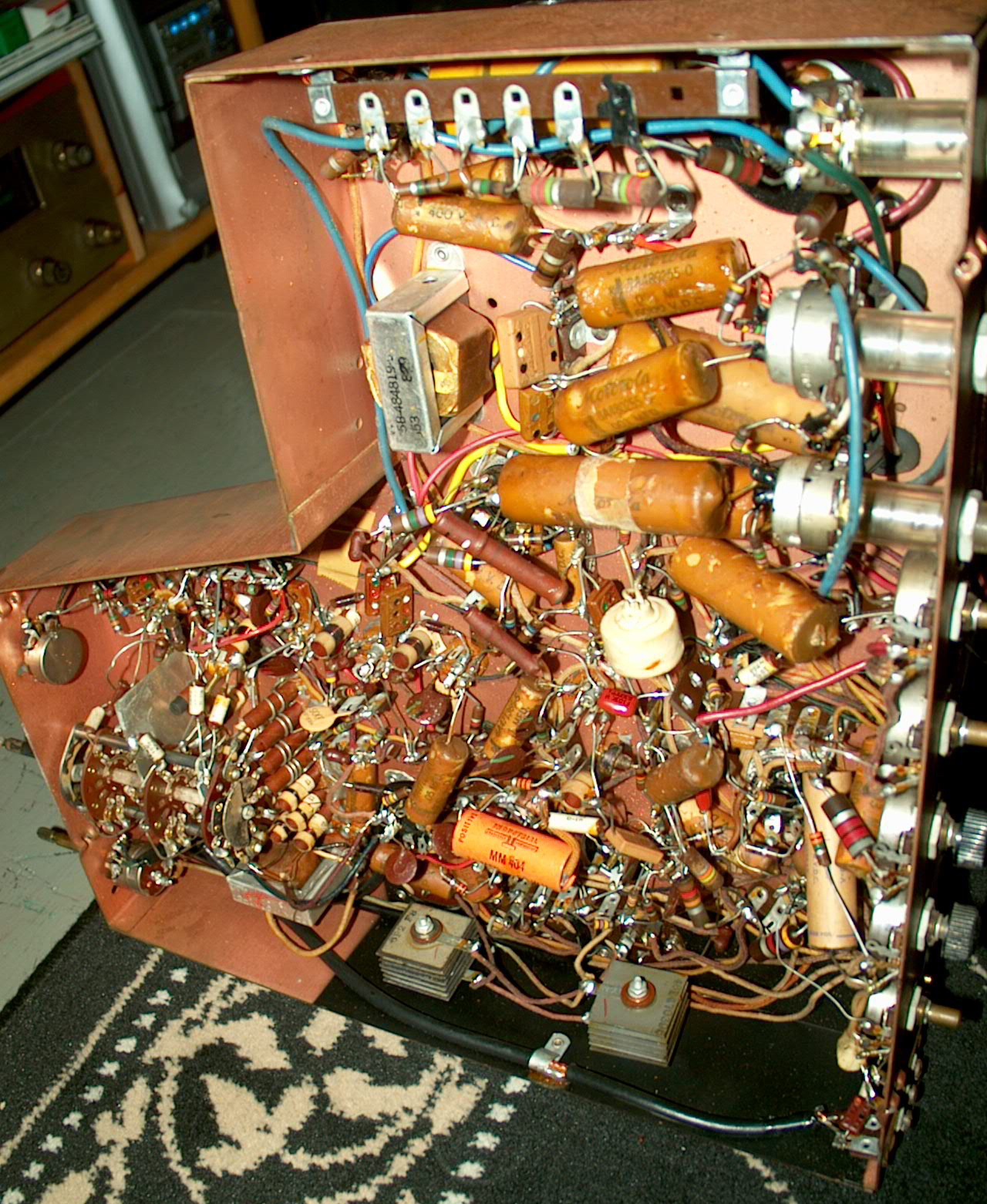
Circuit électronique discret d'un ancien téléviseur Motorola de 1948.

Un circuit discret (ou circuit électronique discret) est un circuit électronique composé de plusieurs composants discrets. « Circuit discret » s'emploie par opposition à circuit intégré.
Le circuit discret est composé par un circuit électronique qui comporte plusieurs composants discrets accessibles : résistances, condensateurs, transistors, etc. Ce circuit discret n'est pas un circuit hybride (en).
Malgré la meilleure performance des circuits intégrés du point de vue opérationnel et du point de vue de la fiabilité, des circuits et composants discrets sont parfois encore utilisés dans des équipements électroniques, quand le peu d'exemplaires produits ne justifie pas la fabrication de circuits intégrés.
Les circuits discrets se trouvent dans l'électronique vintage appréciée pour son concept, plus que pour ses qualités techniques. Un amplificateur pour guitare électrique peut avoir un circuit discret à tube électronique : ce composant ne peut être intégré. Pour les effets de distorsion en musique, les qualités d'un circuit intégré sont des défauts, sauf la robustesse. Une pédale d'effet peut se réaliser avec un circuit discret.